# Indy Godschalk
Indy Godschalk (Middelburg, 13 december 2003) is een Nederlands judoka die uitkomt in de klasse tot 52 kilogram. Ze werd meermaals jeugdkampioen en behaalde een zilveren medaille op de Europese kadetten cup in Berlijn in 2019.

## Biografie
Indy Godschalk werd meermaals Nederlands kampioen judo. Ze werd ook provincaal en Vlaams judokampioen in België. In 2018 had Godschalk voor het eerst International succes door een zilveren medaille te behalen op het EK onder 18 in Sarajevo. Godschalk had in 2019 succes op het Europese kampioenschapp kadetten in Berlijn door een zilveren medaille te behalen. In 2020 greep Godschalk naast een medaille op het NK judo in Den Haag. In 2020 kon Godschalk door de coronapandemie een tijdje niet judoën, maar door het verkrijgen van een topsportregeling van NOC*NSF mocht ze toch blijven trainen, ondanks dat er geen toernooien op de planning stonden.

## Resultaten
Europese Kadetten kampioenenschappen 2018 Teplice – 44 kg
 Europese Kadetten kampioenschappen 2018 Cluj-Napoca –44 kg
 Europese Kadetten kampioenschappen 2018 Sarajevo – Gemixt
 Europese Kadetten kampioenschappen 2018 Győr –44 kg
 Europese Kadetten kampioenschappen 2019 Berlijn –48 kg